# Петре Димовски
Петре Димовски (на македонска литературна норма: Петре Димовски) е писател от Северна Македония.

## Биография
Роден е в 1946 година в битолското село Брод, тогава в комунистическа Югославия. Емигрира в Австралия, но по-късно се завръща и се занимава с журналистическа и преподавателска дейност. Завършва Филологическия факултет на Скопския университет. Живее в Битоля. Основател и редактор е на литературното списание „Раст“ и главен редактор на литературното периодично списание на Дружеството на писателите на Македония „Стожер“. Носител е на големи награди и признания в Република Македония.